# Arthur Kornberg
Arthur Kornberg (3. března 1918 – 26. října 2007) byl americký biochemik a lékař, nositel Nobelovy ceny za fyziologii a lékařství za rok 1959. Spolu s ním ji získal Severo Ochoa a cena byla udělena za objev mechanismu biosyntézy RNA. Kornberg přišel do Ochoovy laboratoře na Univerzitě v New Yorku roku 1946 a specializoval se na chemii enzymů. Úspěchy v jejich syntéze ho později přivedly k výzkumu toho, jak se dá DNA složit z jednodušších molekul.
Roku 1953 se Kornberg stal profesorem na Washingtonově univerzitě v St. Louis, kde se mu podařilo izolovat první DNA polymerázu, dnes zvanou DNA polymeráza I. V roce 1959 se stal profesorem a vedoucím biologické laboratoře na Stanfordově univerzitě. V 60. letech se intenzivně věnoval rovněž biologii bakterálních spor, avšak tento výzkum žádné převratné výsledky nepřinesl.